# Hans Ernst von Haugwitz
Hans Ernst von Haugwitz (geb. 13. Januar 1780; gest. 5. Oktober 1843 in Lodenau) war ein preußischer Landschaftsdirektor und Landrat.

## Herkunft

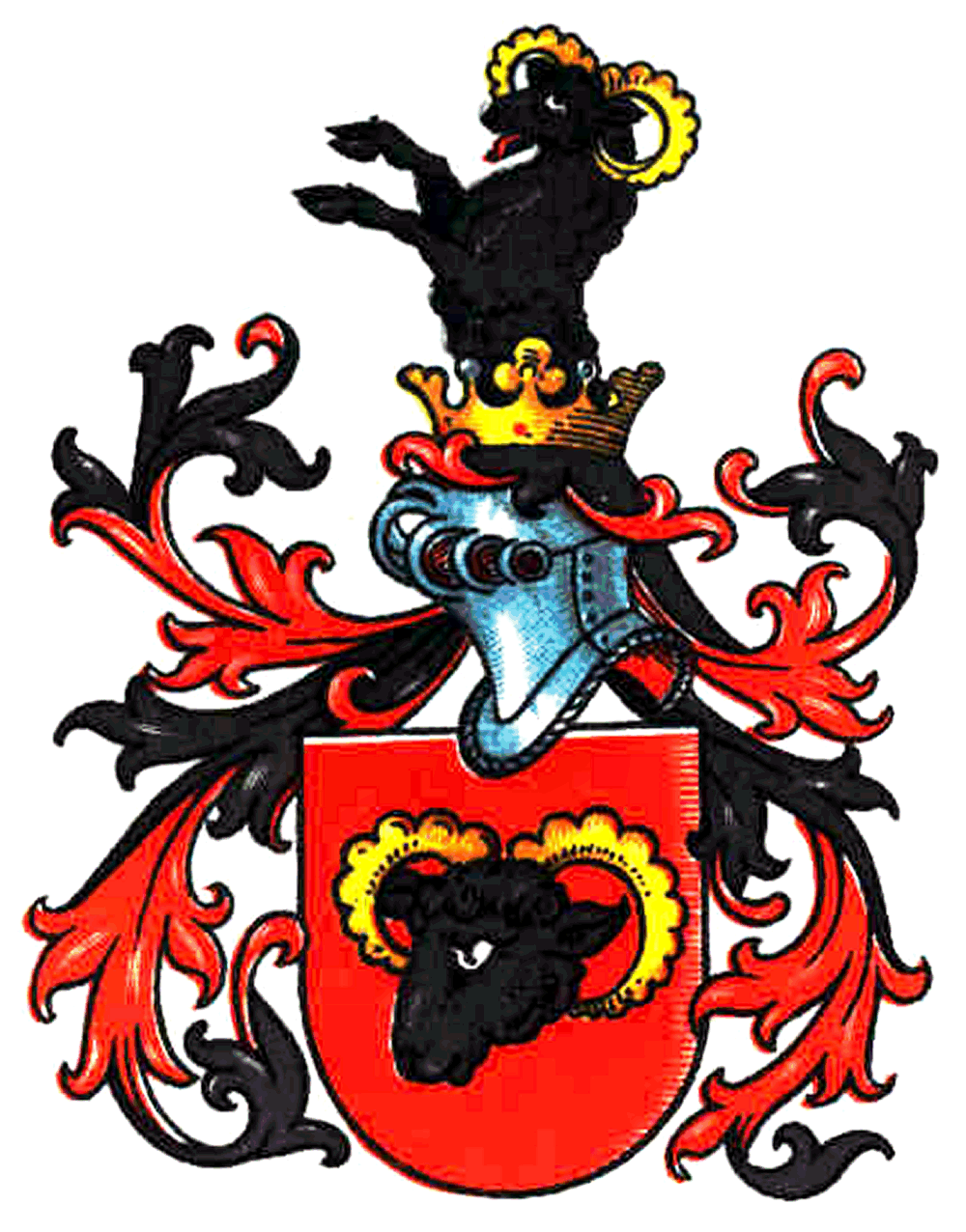
Wappen derer von Haugwitz

Hans Ernst von Haugwitz war Angehöriger des alten Adelsgeschlechts Haugwitz. Er war ein Sohn von Hans Friedrich von Haugwitz (1735–1790), Landrat des Kreises Sagan und Landschaftsdirektor der Glogau-Saganer Fürstentumslandschaft, und dessen Ehefrau Margarethe Sophie, geb. von Niebelschütz (1741–1804).

## Persönliches
Hans Ernst von Haugwitz war Herr auf Lodenau, Landschaftsdirektor und bis 1820 Landrat des Kreises Namslau. Er war mit Friederike Wilhelmine (1783–1852), geb. Gräfin von Schlitz genannt von Görtz, verheiratet. Ein Sohn aus dieser Ehe war Ernst von Haugwitz (1802–1880), Landrat des Landkreises Görlitz von 1847 bis 1859.